# 慕尼黑-西十字站
西十字站（德語：Bahnhof München-Westkreuz）是一座慕尼黑快铁6、8号线位于的一座车站。2017年有消息指出：西十字站将建设隧道，今后西十字站台将从地面转移至地下。